# Pseudopimelodus bufonius
Pseudopimelodus bufonius és una espècie de peix de la família dels pseudopimelòdids i de l'ordre dels siluriformes.

## Morfologia
- Els mascles poden assolir 24,5 cm de longitud total.[5][6]

## Hàbitat
És un peix d'aigua dolça i de clima tropical.

## Distribució geogràfica
Es troba als rius del nord-est de Sud-amèrica des del llac Maracaibo fins a l'est del Brasil.